# Dusona ternata
Dusona ternata är en stekelart som beskrevs av Hinz och Horstmann 2004. Dusona ternata ingår i släktet Dusona och familjen brokparasitsteklar. Inga underarter finns listade i Catalogue of Life.